# Posició Yuste
La posició Yuste va ser el nom en clau que se li va donar al lloc on es va establir el Govern de la República Espanyola poc abans del final de la Guerra Civil. El govern presidit per Juan Negrín va estar allí establert del 25 de febrer al 6 de març de 1939. El seu nom al·ludeix al retir de Carles I d'Espanya al Monestir de Yuste, a Extremadura. La posició es trobava en la província d'Alacant, concretament en una finca en la localitat de Petrer coneguda com El Poblet.

## Història
El 24 de febrer el president Juan Negrín, per a qui el problema era com acabar la guerra de manera diferent a la rendició incondicional, va abandonar Madrid després de celebrar un Consell de Ministres i va instal·lar la seu de la Presidència del Govern en una casa de camp enmig d'una densa pineda que l'ocultava de la pròxima carretera i que estava prop de la localitat d'Elda (la "posició Yuste", que era el seu nom en clau). La direcció del Partit Comunista d'Espanya, el principal aliat del govern de Negrín, va fer el mateix i va instal·lar la seva caserna general prop d'Elda, en un palmerar pròxim a Elx.

### Debat entre historiadors
El trasllat del govern de Negrín i de la direcció del PCE a l'interior de la província d'Alacant ha estat objecte de polèmica entre els historiadors. Hugh Thomas ja va assenyalar en 1976 la contradicció que ell veia a fixar la seu del govern en un lloc tan allunyat de Madrid, "si Negrín desitjava guanyar la guerra". Intentant donar-li una explicació, es fa ressò de la interpretació que van donar els "antinegrinistes": "La situació d'aquesta localitat d'Elda feia sospitar que es preveia la possibilitat d'una escapatòria". També Ángel Bahamonde Magro i Javier Cervera Gil (1999) consideren la decisió de Negrín una miqueta inexplicable perquè en allunyar-se de la capital es va accentuar la seva solitud, és a dir, la seva falta de suports per a la política de resistència, que alguns dels seus ministres començaven també a qüestionar.
Més recentment Ángel Viñas i Fernando Hernández Sánchez (2010) han trobat una explicació relacionant el replegament a la posició Yuste amb els plans de Negrín, que pel que sembla després de conèixer la situació militar de la zona Centre-Sud ja no eren la resistència a ultrança, a l'espera que esclatés el conflicte a Europa, sinó una resistència escalonada que permetés el replegament de les forces republicanes cap als ports de Llevant per a salvar la major quantitat de vides possibles, comptant amb la protecció de la Marina de Guerra fondejada a Cartagena, atès que Negrín era conscient que el general Francisco Franco una vegada obtingués la victòria no tindria compassió amb els vençuts. I per a l'execució d'aquest pla de resistència escalonada la posició Yuste presentava una posició estratègica innegable:
| «                                                         | Negrín havia arribat a la convicció que només si es mantenia la resistència i s'aconseguia controlar un arc de territori comprès entre València i Cartagena caldria prolongar la guerra prou per a procedir a una evacuació ordenada a través dels ports. Per a això va decidir instal·lar l'aparell governamental en la Posició Yuste... en la cruïlla de les principals vies de comunicació entre l'interior i la costa mediterrània. Negrín va comptar de nou amb el suport comunista. Després de l'experiència de l'esfondrament de l'aparell de l'Estat a Catalunya, es temia que en la zona centre-sud el col·lapse pogués ser encara més ràpid i catastròfic. | » |
| — Viñas y Hernández Sánchez, El desplome de la República. | |   |